# كارل بيستون
كارل بيستون (بالإنجليزية: Carl Beeston)‏ هو لاعب كرة قدم بريطاني في مركز الوسط، ولد في 30 يونيو 1967 في ستوك أون ترينت في المملكة المتحدة. شارك مع منتخب إنجلترا تحت 21 سنة لكرة القدم. أما مع النوادي، فقد لعب مع ستافورد رينجرز وستوك سيتي ونادي ساوثيند يونايتد ونادي هدنسفورد تاون ونادي هيرفورد.

## وصلات خارجية
- كارل بيستون على موقع قاعدة بيانات كرة القدم.إي يو (الإنجليزية)
- كارل بيستون على موقع Soccerbase.com (لاعب) (الإنجليزية)
- كارل بيستون على موقع عالم كرة القدم.نت (الإنجليزية)